# Benedikt Erlingsson
En aquest nom islandès, el darrer nom és un patronímic, no pas un cognom. La manera de referir-se a aquesta persona és pel nom de pila.
Benedikt Erlingsson (Reykjavík, Islàndia, 31 de maig de 1969) és un director de cinema i de teatre, guionista i actor islandès.
Es va graduar a l'Acadèmia de les Arts d'Islàndia el 1994 i ha estat al Teatre Nacional d'Islàndia durant la major part de la seva carrera. Ha dirigit dues pel·lícules de llargmetratge, ambdues guanyadores del premi Nordic Council Film Award.

## Carrera de cinema i televisió
Benedikt va formar part del programa de televisió de comèdia d'esbós Fóstbræður, de renom local.
El 2006 va interpretar Lars von Trier a la pel·lícula The Boss of It All, on un propietari d'una empresa informàtica que vol vendre-la després d'haver simulat durant anys que el veritable cap viu a l'estranger es comunica amb el personal només per correu electrònic.
El primer llargmetratge de Benedikt com a director va ser Of Horses and Men el 2013. La pel·lícula fou preseleccionada a la Millor pel·lícula en llengua estrangera als 86è Premi Oscar, encara que, finalment, no va ser nominada. La pel·lícula, però, va guanyar el premi de cinema del Nordic Council 2014, i també va guanyar el premi del públic al Festival Internacional de Cinema de Tromsø 2014 a Noruega.
La seva segona pel·lícula, La dona de la muntanya, un drama de terrorisme, es va estrenar el 2018 amb un èxit especial.

## Carrera teatral
Benedikt ha dirigit quatre obres de teatre per al Teatre Nacional, entre les quals La campana d'Islàndia de Halldór Kiljan Laxness.